# 独立有功者
独立有功者（독립유공자）は、大韓民国における表彰制度。韓国では、独立有功者とその遺族は、社会的な特権または優位性を持つ。

## 概要
「独立有功者礼遇に関する法律」に基づき、国家報勲処が報勲審査委員会の審議によって認定し、また同法律の規定によってその資格を剥奪する。「独立有功者」に認定されると、本人及びその家族や遺族は報償金、年金、葬儀手当て、生活保護、教育保護、就職保護、医療保護、長期低金利の貸付、交通機関（本人のみ。ただし介助が必要なものは本人に加えて介助者1名も対象）及び施設等の割引き、住宅の優先分譲、国立墓地への埋葬（本人のみ）、海外在住者への国内定着支援などの国家支援を受け続けることができる。

## 適用対象
1. 殉国烈士（순국선열）: 韓国併合前後から1945年8月14日までに、併合に反対もしくは独立運動のために抵抗し殉国した者として、建国勲章・建国褒章または、大統領表彰を受けた者。
2. 愛国志士（애국지사）: 韓国併合前後から1945年8月14日までに、併合に反対もしくは独立運動のために抵抗した者として、建国勲章・建国褒章または、大統領表彰を受けた者。